# Bak et Flak étonnent Attila
 (juillet 2025).
Si vous disposez d'ouvrages ou d'articles de référence ou si vous connaissez des sites web de qualité traitant du thème abordé ici, merci de compléter l'article en donnant les références utiles à sa vérifiabilité et en les liant à la section « Notes et références ».
Bak et Flak étonnent Attila est la septième histoire de la série Les Aventures d'Attila de Didgé et Maurice Rosy. Elle est publiée pour la première fois du no 2578 au no 2584 du journal Spirou.